# NBCUniversal
NBCUniversal Media, LLC — американская масс-медийная компания, основанная в мае 2004 года слиянием телекомпании NBC (подразделения General Electric), с Universal Studios и иными активами Vivendi Universal Entertainment (VUE), купленными у французской группы Vivendi. General Electric (GE) принадлежало 80 % акций NBC Universal, оставшимися 20 % владел Vivendi. 3 декабря 2009 года GE и американский оператор кабельного телевидения Comcast объявили о соглашении по продаже доли в NBC Universal. После завершения сделки и её одобрения регулирующими органами, Comcast приобрёл 51 % акций компании NBC Universal, в то время как 49 % будет принадлежать GE. Условиями соглашения предусмотрен выкуп GE миноритарной доли компании Vivendi (20 %) в компании. В 2013 году Comcast стал единоличным владельцем NBC Universal, купив долю GE за $16,7 млрд.

## Деятельность
NBCUniversal Media является полностью подчинённой дочерней структурой Comcast, на неё приходится 38 % оборота корпорации ($35,8 млрд из $94,5 млрд в 2018 году), 45 % чистой прибыли ($5,3 млрд из $11,7 млрд), 30 % активов ($75 млрд из $251 млрд), 65 % собственных средств ($46 млрд из $72 млрд), треть сотрудников (64 тысячи из 184 тысяч).
Основные подразделения:
- кабельные сети — национальные, региональные и международные сети кабельных телеканалов; основные сети каналов: USA Network (90 млн домохозяйств, развлекательные программы), E! (88 млн, развлекательные программы), Syfy (87 млн, научно-фантастические и развлекательные программы), MSNBC (86 млн, новости), CNBC (85 млн, деловая информация), Bravo (87 млн, развлекательные программы), NBC Sports Network (83 млн, спорт), Oxygen (72 млн, криминальные сериалы), Golf Channel (71 млн, гольф), Universal Kids (56 млн, программы для детей), The Olympic Channel (33 млн, спорт), CNBC World (31 млн, международная деловая информация).

- эфирное телевещание — группы телеканалов NBC и Telemundo; NBC принадлежит 11 телестанций, ещё 200 станций-партнёров ретранслируют его сигнал, Telemundo принадлежит 28 телестанций, достигая до 70 % испаноязычного населения США;
- кинопроизводство — деятельность кинокомпании Universal Pictures, включающей также кинокомпании Illumination, DreamWorks Animation и Focus Features;
- тематические парки — парки Universal Orlando (Флорида, 100 %), Universal Studios Hollywood (Калифорния, 100 %), Universal Studios Japan[англ.] (Япония, 51 %), Universal Studios Singapore[англ.] (Сингапур, управляется Genting Group[англ.] по лицензии). Ещё один парк, в Пекине (КНР), находится на стадии строительства в партнёрстве с китайскими компаниями.